# 1930年體育
请参看：
- 1930年
- 1930年电影
- 1930年文学
- 1930年音乐
- 1930年体育
- 1930年电视
- 1930年台灣

1930年重要國際體育賽事包括：
- 首屆世界盃足球賽：7月13日至7月30日於烏拉圭舉行。

## 大事記

### 4月至6月
- 5月17日－Gallant Fox 贏得肯塔基打比冠軍。

### 7月至9月
- 7月13日——第一屆世界盃足球賽舉行，揭幕戰由法國對墨西哥，法國球員吕西安·洛朗（Lucien Laurent）射入賽事首個入球。

- 7月30日——烏拉圭以四比二擊敗阿根廷奪得首屆舉行的世界盃足球賽冠軍。

## 棒球
- 美國職棒大聯盟世界大賽：。

## 足球
主條目：1930年足球

## 賽馬
- 第55屆肯塔基打比 
  - 冠軍：Gallant Fox 。